# Palmadusta johnsonorum
Palmadusta johnsonorum is een slakkensoort uit de familie van de Cypraeidae. De wetenschappelijke naam van de soort is voor het eerst geldig gepubliceerd in 2002 door Lorenz.